# El Lissitzky
Lazar Markovici Lisițki (în rusă Лазарь Маркович Лисицкий; n. 10/22 noiembrie 1890, Pochinok⁠(d), gubernia Smolensk, Imperiul Rus – d. 30 decembrie 1941, Moscova, RSFS Rusă, URSS), mai bine cunoscut ca El Lissitzky (Эль Лисицкий) a fost un artist, designer, fotograf, profesor, arhitect și tipograf rus.

## Biografie

### Ani timpurii
Lissitzky s-a născut pe 23 noiembrie 1890 în Pochinok, o mică comunitate de evrei, aflată la sud-est de Smolensk, în fostul Imperiu Rus. În timpul copilăriei, a studiat în orașul Vitebsk, aflat acum în Belarus. Ulterior, a locuit 10 ani în Smolensk, locuind cu bunicii săi. 

## Prezentare generală
Lissitzky a fost printre cele mai importante personalități a avant-gardei rusești, dezvoltând mișcarea suprematistă cu prietenul și mentorul său, Kazimir Malevici.
De asemenea, Lissitzky a proiectat diverse lucrări de propagandă pentru Uniunea Sovietică. Munca sa a influențat semnificativ mișcarile Bauhaus, constructivismul și De Stijl, considerate astăzi ca fiind părți componente ale modernismului. Lissitzky a experimentat cu tehnici și stiluri care au dominat design-ul grafic în secolul al XX-lea. Opera lui El Lissitzky a fost clasată de regimul nazist în categoria Artă degenerată.